# Лізинг
Лі́зинг (англ. leasing — оренда, майновий найм) — вид фінансових послуг, форма фінансової оренди для придбання основних засобів підприємствами та інших товарів фізичними і юридичними особами.
Полягає в наданні лізингодавцем у виключне користування на визначений термін лізингоодержувачу майна. Таке майно є власністю лізингодавця або набувається ним у власність за дорученням і погодженням з лізингоодержувачем у відповідного продавця майна, за умови сплати лізингоодержувачем періодичних лізингових платежів. Лізинг — це довгострокова оренда машин і обладнання, видача обладнання напрокат. Лізинг дозволяє промисловим, торговим, транспортним та іншим підприємствам (орендаторам) отримувати в комерційних банках і лізингових компаніях (орендодавців) за певну орендну плату в довгострокове користування широкий перелік основних засобів.

## Історія розвитку
Лізинг є найпоширенішим видом оренди в міжнародній практиці. Динамічний розвиток операцій лізингу на Заході припав на 80-ті роки ХІХ ст. Відомою практикою, яка сприяла лізингу, було надання в оренду своїх телефонних апаратів американською компанією «Белл». Надалі, через півстоліття потому лізингову «естафету» перейняв Форд, який з метою розширення збуту автомобілів використовував саме цю форму оренди. У Західній Європі, передусім у Великій Британії, Німеччині, Франції, Іспанії, значного поширення лізингові операції набули після Другої світової війни, коли їх предметом дедалі в більших масштабах ставали засоби виробництва. Останніми роками в Україні було здійснено низку заходів, які спрямовано на створення ефективного середовища для розвитку лізингу, потужних «гравців» на спеціалізованому лізинговому сегменті ринку. Так, масштабні плани пов'язані з формуванням лізингових компаній з метою розвитку авіаційного транспорту. Це має особливе значення в умовах існування значної кількості невеликих авіаперевізників. Велику роль лізингові відносини відіграють і в аграрному секторі: ключовою інституцією тут є компанія «Укр-агролізинг», яка постачає технікою агровиробників.

## Економічне значення
В США 45 % промислового капіталу перебуває в лізингу, в Японії — 33 %, у Німеччині — 18 %. Кожний третій автомобіль марки Ford реалізується саме з використанням схем лізингу, це 4 млн щорічно. Навіть на початковому етапі післякризового зростання Україна має чималий потенціал лізингових контрактів — 500 млн дол. на рік, але реально використовується менше 1/5 цієї величини.
З фінансової точки зору лізинг сприяє зменшенню витрат на закупівлю товарів виробничого призначення (засобів виробництва), а також знижувати рівень оподаткування прибутків та майна. Прибутки отримують і лізингодавці, для яких подібна форма орендної діяльності стає предметом спеціалізації. Якщо лізингодавцем є банк (або інша кредитно-фінансова структура), він за допомогою лізингу збільшує обсяг банківських операцій, розширює коло клієнтів, максимізує прибутки, знижує фінансові ризики (адже у разі неплатоспроможності клієнта банк залишається власником майна, переданого в лізинг).

## Класифікація лізингових угод
Лізингові угоди є своєрідною формою фінансування капітальних вкладень. Їх можна поділити на два види:
- Оперативний лізинг
- Фінансовий лізинг

Чіткої класифікації видів лізингових угод немає. Її і не може бути, оскільки за різними критеріями класифікації одна й та сама угода може бути «зарахована» до різних категорій, а самі такі категорії взаємно перетинаються та «накладаються» одна на одну. Формальними критеріями класифікації лізингових угод є суб'єктний склад, об'єкти, терміни та різні умови операцій, сегменти й характер ринку та ін. Зважаючи на викладене, наведемо таку умовну класифікацію лізингових угод.

### За суб'єктним складом та характером участі суб'єктів
- прямий (двосторонній) лізинг, за якого виробник або продавець майна самостійно здає об'єкт у лізинг (фактично в одній особі поєднуються постачальник і лізингодавець, інколи кажуть про лізинг власника). Щоправда, масштаби прямого лізингу обмежені міркуваннями спеціалізації: за достатніх обсягів лізингових операцій виробнику вигідно створювати посередницьку структуру — лізингову компанію. Близьким синонімом до терміна «прямий» є поняття «звичайний» лізинг, його характеристики (майно не втрачає вирішальною мірою своєї вартості після завершення терміну лізингового контракту та може здаватися в оренду й надалі; посередник виконує інформаційні, а не фінансові функції) можуть застосовуватися й до прямого лізингу;
- непрямий лізинг, за якого передання майна відбувається через посередників. Класична форма непрямого лізингу базується на тристоронній угоді (постачальник — лізингодавець — лізингоотримувач), а «некласичні» різновиди непрямого лізингу можуть передбачати більшу кількість учасників та специфічний розподіл послуг;
- зворотний лізинг (або ліз-бек, leaseback), склад учасників якого не відрізняється від складу контрагентів прямого лізингу, але майно здається в лізинг тій самій особі, в якої воно було закуплене (така ситуація можлива, коли виробник відчуває дефіцит фінансових, обігових коштів; він продає своє майно лізинговій компанії, а остання, у свою чергу, здає йому куплену власність; відтак виробник майна стає лізингоодержувачем). Згідно з визначенням Закону України «Про лізинг» зворотний лізинг — це договір лізингу, який передбачає набуття лізингодавцем майна у власника і передання цього майна йому у лізинг;
- груповий (пайовий) лізинг, за якого використовуються кошти акціонерів, банків, що зменшує ризик лізингодавця, лізингоотримувача та посередника. Згідно з Законом України «Про лізинг», пайовий лізинг — це здійснення лізингу з участю суб'єктів лізингу на основі укладення багатостороннього договору та залучення одного або кількох кредиторів, які беруть участь у лізингових операціях, інвестуючи свої кошти, при цьому сума інвестованих кредиторами коштів не може становити більше 80 % вартості набутого для лізингу майна;
- складний лізинг, в якому беруть участь багато кредиторів, гарантів, причому угода щодо лізингу може мати вигляд «угоди в пакеті».

### За об'єктом лізингу та типом майна
- лізинг обладнання, коли угоди укладаються з приводу засобів виробництва, що є технологічними виробами, — машин, механізмів та інших видів обладнання (для довідки: у країнах сучасної Європи на лізинг устаткування припадає 80—90 % сукупної вартості лізингових операцій);
- лізинг рухомого майна, зокрема лізинг обладнання промислового призначення, технологічних ліній, транспортних засобів, контейнерів, будівельної техніки, автомобілів, сільськогосподарської, шляхобудівної техніки, оргтехніки, конторського обладнання та інших видів майна, що застосовується у виробничому циклі та може переміщуватися;
- лізинг нерухомості — здавання в оренду будівель, споруд виробничого, торговельного або комунально-побутового призначення, гідротехнічних, гірничовидобувних, нафто- й газовидобувних об'єктів, транспортних споруд та іншого майна, що має жорстку прив'язку до територіального розташування;
- лізинг «секондхенд» — майна, яке вже перебувало в експлуатації (передусім ідеться про лізинг машин і обладнання). Як правило, частина вартості такого майна вже була перенесена на виготовлені продукти. Можлива ситуація, коли об'єктом угоди є морально застаріле за час зберігання майно. В будь-якому випадку для фінансової оцінки використовується не первісна, а оцінна вартість;
- великомасштабний лізинг — операція з оренди великих та коштовних об'єктів — заводів, бурових платформ, великих транспортних об'єктів (суден, літаків), інших майнових комплексів (подібною операцією може бути вже згаданий складний лізинг).

### За тривалістю дії угоди
- короткостроковий — до одного року (угода може тривати навіть лічені дні);
- середньостроковий — від одного до трьох (п'яти) років (критерії оцінки та відповідні терміни можуть різнитися);
- довгостроковий — більше трьох (п'яти) років.

### За характером визначення моменту переходу власності
- умовний лізинг — фактично є формою продажу майна на виплату;
- терміновий лізинг, за якого об'єкт угоди переходить у власність користувача тільки після певного терміну та сплати його вартості;
- безстроковий лізинг, за якого лізингоотримувач самостійно вирішує, коли викуповувати об'єкт лізингу, причому можлива ситуація, за якої з кожною проплатою лізингових платежів юридичне право отримати об'єкт у власність зростає.

### Від кількості операцій
- разовий лізинг, тобто такий, що укладається на один строк;
- револьверний або поновлювальний лізинг, який передбачає два та більшу кількість лізингових циклів.

### За національною належністю учасників угоди
- внутрішньонаціональний лізинг, за якого всі учасники угоди належать до однієї й тієї самої державної юрисдикції;
- міжнародний лізинг, за якого сторони лізингової угоди належать до різних країн або майно, чи платежі, які стосуються лізингової операції, перетинають державні кордони.

Підвидами міжнародного лізингу (з погляду певної держави або національного суб'єкта угоди) є:
- експортний лізинг, за якого лізингоодержувач перебуває в іншій країні;
- імпортний лізинг, за якого лізингодавець перебуває в іншій країні;
- транзитний лізинг, за якого (умовно) постачальник перебуває у країні А; лізингова компанія — у країні Б, а лізингоодержувач — у країні В);
- спеціальний лізинг, який пов'язаний із спорудженням великого промислового об'єкта за кордоном (відповідні угоди можуть трактуватися і як згадані «великомасштабні» або «складні»).

### За цільовим призначенням угоди
- дійсний (нормативний), метою якого є організація виробничої діяльності;
- фіктивний (спекулятивний) лізинг, головна мета якого — максимізація прибутку за рахунок податкових і амортизаційних пільг.

### За характером взаємодії та контрактними зобов'язаннями
- чистий (нетто) лізинг (net leasing), за якого усі витрати з обслуговування, транспортування, монтажу, оподаткування, страхування об'єкта бере на себе лізингоотримувач; відтак ці витрати не включаються в лізингові платежі (звідси й назва — «чистий»);
- лізинг з послугами — виділяють лізинг як з повним набором послуг (інколи кажуть про «мокрий лізинг» (wet leasing) — лізинг з повним набором послуг, коли йдеться про повне обслуговування обладнання, його ремонт, страхування, тощо лізингодавцем), так і зі спеціальними послугами.

### За фінансовими джерелами
- лізинг за рахунок власних коштів, за якого фінансування лізингових операцій здійснюється на власні кошти лізингоодержувача;
- лізинг за рахунок кредитування спеціалізованих установ (одним або кількома банками, кредитно-фінансовими структурами). При цьому фінансування лізингових операцій може здійснюватися не тільки кредитуванням лізингодавця, а й через закупівлю в нього зобов'язань лізингоодержувачів, унаслідок чого лізингодавець звільняється від власних зобов'язань перед кредиторами, а кредити сплачуються із суми періодичних лізингових платежів;
- пайовий лізинг, котрий, як правило, передбачає певну пайову участь постачальника. Відтак укладається договір лізингу з участю кількох сторін, які беруть своїми коштами участь у лізинговій операції (слід відзначити, що в сучасній ринковій економіці переважна більшість лізингових угод має саме пайовий характер). Пайовий лізинг може трактуватися як «складний», «великомасштабний» чи «спеціальний».

### За способом здійснення платежів
- лізинг із грошовою формою платежів;
- лізинг із компенсаційним платежем, за якого платежі здійснюються за рахунок поставки товарів, які виробляються на лізинговому обладнанні або через надання зустрічних послуг;
- лізинг за умов змішаного платежу (комбінація грошової оплати та товарно-послугової форми компенсації).

### За рівнем окупності майна
Така класифікація є найбільш поширеною, а два її альтернативні варіанти тією чи іншою мірою повторюють попередні та можуть бути охарактеризовані з їх допомогою:
- фінансовий лізинг, за якого протягом періоду лізингу відбувається амортизація переважної частини обладнання (інакше кажучи, терміни договору та повної амортизації об'єкта лізингу або збігаються, або є близькими, отже, власникові майна практично повертається його вартість);
- операційний лізинг, за якого не відбувається повної (близької до повної) амортизації майна протягом контрактного терміну (отже, лізингові платежі не покривають повної вартості лізингового майна).

Основним критерієм розмежування фінансового та оперативного лізингу є співвідношення терміну оренди та амортизаційного періоду, а також залишкове право власності на об'єкт лізингу. Тоді як фінансовий лізинг є базовою формою залучення до виробництва об'єктів на тривалий термін, для оперативного лізингу більш характерною є коротко- чи середньострокова оренда, а сама ця форма є найпридатнішою для використання високих технологій, комп'ютерної та оргтехніки.
За фінансового лізингу ставка платежів є відчутно нижчою, ніж за лізингу операційного. Водночас поточні витрати (не враховуючи ті, що пов'язані з експлуатацією об'єкта лізингу та поновленням використаних матеріалів) і ризики за умов операційного лізингу припадають, як правило, на лізингодавця, тоді як за умов лізингу фінансового — на лізингоотримувача.
Якщо фінансовий лізинг є найбільш придатним тоді, коли лізингоодержувач потребує технічного переозброєння та бажає отримати у користування комплексні технологічні лінії, обладнання для повних технологічних циклів тощо, оперативний лізинг більш зручний тоді, коли йдеться про залучення техніки для сільського господарства, транспортної галузі, будівництва тощо.

## Термінологія
Оренда — це майновий найм.
Оренда підприємства — це взяття підприємства у володіння та користування за договором на визначений термін і за певну плату, тобто підприємство виступає як товар.
Оренда майнового комплексу — це поточна оренда, яка здійснюється на таких умовах:
1. мета оренди — задовольнити тимчасові потреби орендаря;
2. термін оренди визначається угодою. Після закінчення терміну оренди майно повертається орендодавцю;
3. майно є власністю орендодавця;
4. ризик втрати та псування орендного майна визначається умовами угоди.

У сучасних умовах широкого розповсюдження набула форма участі банків у лізингових операціях під назвою «вендор-лізинг», тобто «лізинг продавця». Ця форма лізингу розповсюджується лише на великі промислові компанії, що виготовляють складне, велике і дороге обладнання, яким банки пропонують послуги при реалізації цього обладнання.
Договір лізингу укладається на наступних умовах:
1. термін лізингу дорівнює терміну служби основних засобів;
2. сума платежу об'єднує в собі вартість основних фондів, проценти за кредит, комісійні платежі;
3. ризик, пов'язаний із псуванням та загибеллю, приймає на себе лізингоотримувач;
4. основні фонди є власністю лізингової фірми (орендодавця).

Після завершення терміну дії контракту орендар може:
1. повернути об'єкт лізингу орендодавцю;
2. укласти новий контракт на оренду;
3. викупити об'єкт лізингу за залишковою вартістю.

Про свій вибір орендатор повідомляє лізинговій компанії завчасно, наприклад, за півроку до закінчення терміну погашення. Фактично фінансовий лізинг є формою довгострокового кредитування купівлі, відрізняючись від звичайної угоди купівлі-продажу моментом переходу права власності на об'єкт угоди до споживача.
Орендна плата (лізинговий внесок) — це плата за виробниче використання об'єкта лізингової угоди, вона складається із суми амортизаційних відрахувань і процентних відрахувань від вартості переданого в оренду майна (процент за банківський кредит і плата за додаткові послуги банку). Розмір амортизаційних відрахувань залежить від початкової вартості майна, терміну служби, ступеня зносу на момент передачі в оренду і норм амортизації, встановлених для даного виду майна.
Лізингоотримувач — суб'єкт підприємницької діяльності, який одержує в користування об'єкти лізингу за договором лізингу.
Лізингода́вець — суб'єкт підприємницької діяльності, у тому числі банківська чи небанківська фінансова установа, який передає в користування об'єкти лізингу за договором лізингу.
Мінімáльні лíзингові (орéндні) платéжі — платежі, що підлягають сплаті лізингоодержувачем протягом терміну лізингу (з вирахуванням вартості послуг і податків, що підлягають сплаті лізингодавцю, і непередбаченої лізингової (орендної) плати), які збільшені:
- для лізингоодержувача — на суму його гарантованої ліквідаційної вартості;
- для лізингодавця — на суму його гарантованої ліквідаційної вартості.

У разі можливості та наміру лізингоодержувача придбати об'єкт лізингу (оренди) за ціною, нижчою за його справедливу вартість на дату придбання, мінімальної лізингової (орендної) плати за весь термін лізингу (оренди) та суми, яку слід сплатити згідно з угодою на придбання об'єкта лізингу (оренди).
Диверсифікація діяльності лізингових компаній — розширення лізингової діяльності компанії, в яку, крім традиційних лізингових угод, входять: оперативний лізинг, продаж на виплату, міжнародний лізинг, ліз-бек, вендор-ліз, леверидж-ліз, проджект-ліз, фінансовий лізинг, факторинг, форфетинг, лізинг застарілого устаткування.